# Śmiałowice
Śmiałowice (niem. Schmellwitz) – wieś w Polsce położona w województwie dolnośląskim, w powiecie świdnickim, w gminie Marcinowice.

## Podział administracyjny
W latach 1945–1954, miejscowość należała do gminy Pszenno, do jednej z gromad. W latach 1975–1998 miejscowość administracyjnie należała do województwa wałbrzyskiego.

## Nazwa
Nazwa wsi pochodzi od nazwiska pierwszych właścicieli wsi, być może od wymienianego w dokumentach z r. 1336 Bogusława lub Bogusza de Smelewicz.
Zaraz po II wojnie światowej polskie władze spolonizowały  niemiecką nazwę na Śmiłowice, a w roku 1947 na Śmiałowice. 

## Opis

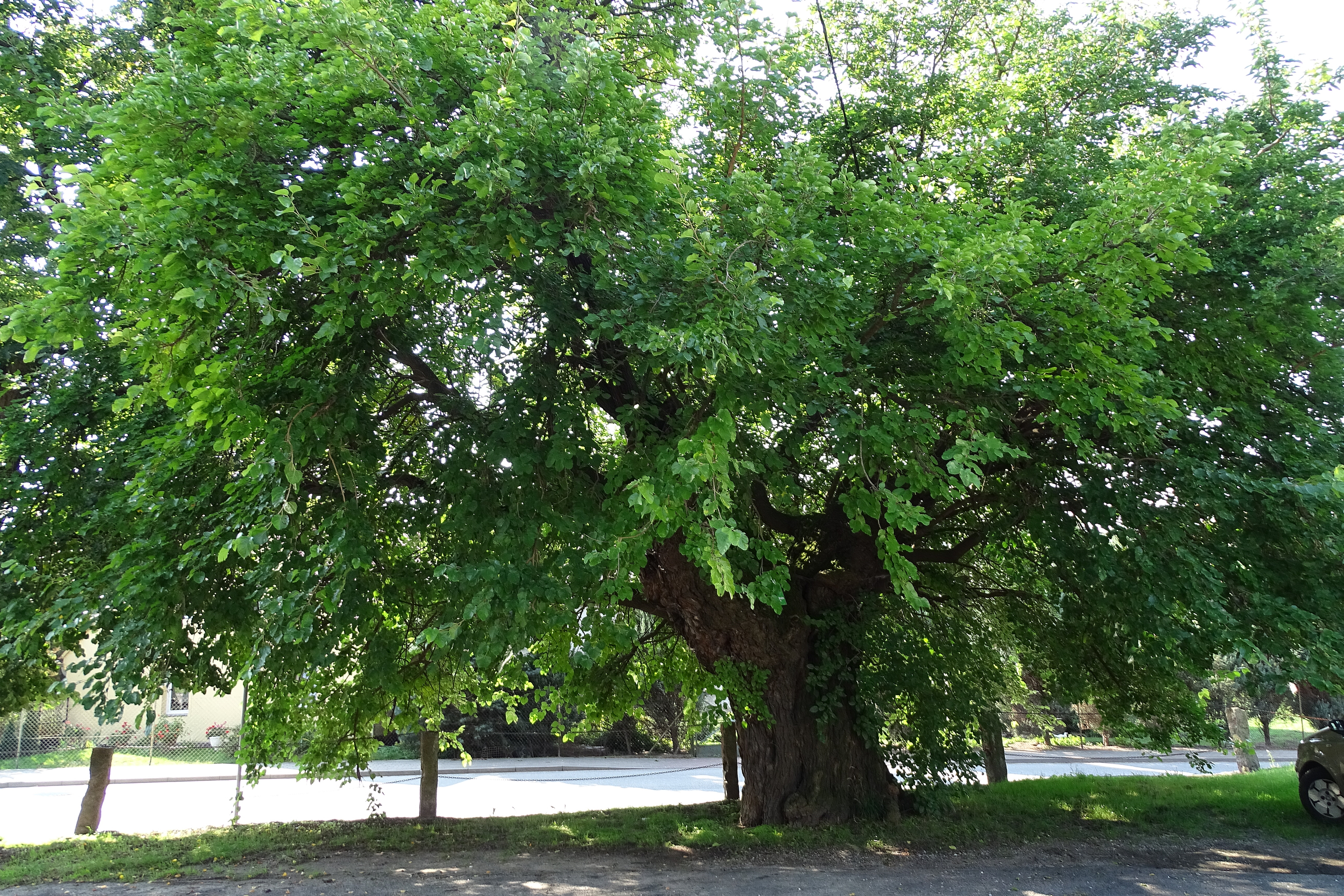
Morwa biała będąca pomnikiem przyrody

We wsi znajdują się: kościół parafialny pw. św. Wawrzyńca z XIII wieku, zespół pałacowy oraz dawny młyn i szkoła, pełniąca obecnie funkcję świetlicy wiejskiej. Ponadto koło rzeki Bystrzycy ulokowane jest boisko sportowe wraz z placem zabaw. W Śmiałowicach są też: dęby szypułkowe (Quercus robur L.) o obwodzie około 5 m oraz pomnikowa morwa biała o obwodzie 430 cm, posadzona w 1688 roku przez jezuitów

## Zabytki
Do wojewódzkiego rejestru zabytków wpisane są:
- murowany kościół pw. św. Wawrzyńca, wzniesiony w połowie XIII wieku, o czym świadczy dwuwozówkowy układ cegieł widoczny na najstarszej, północnej ścianie świątyni[6], przebudowany w XVI w. i 1925 r., wewnątrz cenne wyposażenie m.in. gotycka figurka Matki Bożej z XV w., barokowe ołtarze z XVII w., kamienna chrzcielnica i ambona z XVII w.[potrzebny przypis]
- zespół pałacowy:
  - pałac; pierwotnie dwór z XVI w., przebudowany na pałac przez oo. jezuitów w roku 1680, później w XIX w.[7]
  - park, powstały po roku 1820